# Emmy of Stork's Nest
Emmy of Stork's Nest è un film muto del 1915 diretto da William Nigh che si basa su Stork's Nest, romanzo di J. Breckenridge Ellis che era stato pubblicato a New York nel 1905. Prodotto dalla Columbia Pictures, aveva come interpreti Mary Miles Minter, Niles Welch, Charles Prince, William Cowper, Mathilde Brundage, Martin Faust.

## Trama
Benton Cabot eredita dal padre una fattoria ormai in rovina che si trova tra le montagne. Il giovane, nato e vissuto sempre in città, decide di cimentarsi con la vita rurale ma, incapace di occuparsi da solo della gestione del posto, trova lavoro in una fattoria vicina, Stork's Nest, gestita da Bije e Si Stork. Conosce così la bella e ingenua Emmy Garrett, della quale comincia a innamorarsi. La ragazza si diverte a vedere come Bije prende in giro il nuovo venuto, con i suoi modi distinti di cittadini; ma, poi, Emmy scrive a Benton un biglietto nel quale gli dà un appuntamento. Bije, però, intercetta il messaggio, mentre Benton finisce fuori di casa durante una tempesta. Sballottato e senza riparo, il giovane finisce per cadere nel fiume gonfio di acqua, rischiando di annegare. Viene salvato appena in tempo da Emmy. Convinta che Benton non sia innamorato di lei, la ragazza parte con Bije che sta scappando perché ricercato dalla polizia come falsario. Benton allora si mette a inseguire la coppia e salva Emmy, aiutando gli agenti a catturare Bije.

## Produzione
Il film - conosciuto anche come The Stork’s Nest - fu prodotto dalla Columbia Pictures.

## Distribuzione
Il copyright del film, richiesto dalla Metro, fu registrato il 7 ottobre 1915 con il numero LP6577.
Distribuito dalla Metro Pictures Corporation, il film uscì nelle sale cinematografiche statunitensi l'11 ottobre 1915.
Non si conoscono copie ancora esistenti della pellicola che viene considerata presumibilmente perduta.